# Bill Morris (Sportschütze)
William Clifton „Bill“ Morris (* 27. Juni 1939 in Fairfax) ist ein ehemaliger US-amerikanischer Sportschütze.

## Erfolge
Bill Morris nahm an den Olympischen Spielen 1964 in Tokio im Trap teil. Zu der Zeit war er Mitglied der US Army. Mit 194 Punkten erzielte er ebenso wie Pāvels Seničevs und Galliano Rossini das zweitbeste Resultat nach Ennio Mattarelli, der mit 198 Treffern Olympiasieger wurde. Im Stechen traf Seničevs sämtliche 25 Scheiben, während Morris einen Fehlschuss zu verzeichnen hatte. Da Rossini zwei Ziele verfehlte, gewann Morris somit die Bronzemedaille.
Morris hatte ein Studium an der University of Oklahoma im Hauptfach Finanzwesen abgeschlossen. Er wurde später Ölproduzent und Landwirt in Kansas.